# Mustapha Belarbi Alaoui
Pour les articles homonymes, voir Alaoui.
Moulay Mustapha Belarbi Alaoui (né le 18 mars 1923 à Fès, Maroc et mort le 8 janvier 2007 à Rabat, Maroc), est un homme politique marocain.

## Chronologie
Moulay Mustapha Belarbi Alaoui a fait des études à l'Institut des hautes études de Rabat, dont il est titulaire du diplôme des études juridiques et capacitaires en droit.
Il entame sa carrière professionnelle en 1955 en tant que chef du cabinet du ministre de l'Intérieur. L'année d'après, il est nommé gouverneur à l'administration centrale chargé des affaires politiques et du personnel d'autorité.
En août 1971, il est nommé gouverneur de la préfecture de Casablanca, poste qu'il occupa jusqu'au 13 janvier 1977, date à laquelle il est nommé ambassadeur du Maroc à Rome.
Moulay Mustapha Belarbi Alaoui est nommé en 1981 ministre de la Justice, poste qu'il occupera jusqu'en 1993,.
Désigné en mai 1990 membre du Conseil consultatif des droits de l'homme, Moulay Mustapha Belarbi Alaoui est décoré des insignes de commandeur de l'ordre du Trône, d'officier de la Légion d'honneur[Quand ?] et de la médaille de la Marche verte.

## Ministère
En novembre 1981, il avait été nommé ministre de la Justice dans le gouvernement présidé par feu Maati Bouabid. Deux ans plus tard, il occupa le même poste dans le gouvernement conduit par Mohammed Karim Lamrani. En avril 1985, il est de nouveau nommé à la tête du ministère de la Justice, sous le gouvernement présidé par Lamrani, puis par Azzeddine Laraki.
Dans le nouveau gouvernement présidé par Mohammed Karim Lamrani, il est reconduit, en août 1992, à la tête de ce département, poste qu'il conserva jusqu'en novembre 1993.

## Distinctions
- Grand officier de l'ordre du Trône (2006)[4]

## Décès
Il décède le 7 janvier 2007 à Rabat et inhumé au cimetière de Ksar Jdid à Errachidia après la prière d'Addohr.

## Sources
- Funérailles de Moulay Mustapha Belarbi Alaoui sur Le Matin du 9 janvier 2007.

1. 1 2 3 4  Funérailles de l'ancien ministre Moulay Mustapha Belarbi Alaoui sur Al Bayane du 10 janvier 2007
2. ↑  « Portail national du Maroc : », sur web.archive.org, 6 octobre 2019 (consulté le 14 février 2024)
3. ↑  « BIOGRAPHIE DE M. MUSTAPHA BELARBI ALAOUI »
4. ↑  « Des artistes et des wissams », sur Aujourd'hui le Maroc, 30 juillet 2006 (consulté le 14 février 2024)
5. ↑  « Moulay Mustapha Belarbi Alaoui, in memoriam », sur Le Matin.ma, 17 janvier 2007 (consulté le 14 février 2024)